# Die Teufelshand
Die Teufelshand ist ein französischer Spielfilm aus dem Jahre 1943. Unter der Regie von Maurice Tourneur spielte Pierre Fresnay die Hauptrolle. Der Geschichte liegt der Roman La main enchantée (1832) von Gérard de Nerval zugrunde.

## Handlung
Die Geschichte beginnt in einem eingeschneiten Berggasthof. Die Gäste haben sich im Speisezimmer versammelt und unterhalten sich. Plötzlich hören sie Schüsse, es ist jedoch niemand zu sehen. Wenig später erreicht ein verwirrt wirkender Mann den Gasthaus, er hat es eilig und sagt, er habe keine Schüsse gehört. Er trägt ein kleines Päckchen unter seinem Arm, in der er eine abgeschnittene, linke Hand in einem Holzkästchen verbirgt. Beim Abendessen wird der Mann ans Telefon gerufen, obwohl er keinem gesagt hat, dass er dort ist. In der Zwischenzeit fällt der Strom aus, wodurch große Unruhe im Speisesaal entsteht. Als das Licht wieder angeht ist das Päckchen verschwunden und der Fremde reagiert verzweifelt. Die Gäste bedrängen den Fremden zu erzählen was denn darin gewesen sei, da er nicht die Polizei rufen möchte. 
Er beginnt zu erzählen: Vor etwas mehr als einem Jahr war er noch ein erfolgloser Maler, dem einfach nichts gelingen wollte. Um seine miserable Existenz zu verbessern, erwarb er von einem Gastwirt eine abgeschnittenen Hand in einem Holzkästchen. Nach Aussage des Vorbesitzers würde sie ihn als Talisman, Glück, Ruhm und Reichtum bescheren. Auch die Liebe seiner Traumfrau sollte er so für sich gewinnen können. Was er nicht wusste: Er ging einen Pakt mit dem Teufel ein. Eines Tages besuchte ihn ein kleiner, schwarz gekleideter Mann und verlangte die Hand von ihm zurück. Roland erfuhr, dass er nicht ihr erster Besitzer war und dass alle vorhergehenden den Tod gefunden hatten. 
Nun wusste er, welches Schicksal ihn erwartet. Die Geschichte der von Besitzer zu Besitzer wandernden Teufelshand wird anhand von Rückblenden erzählt. Roland Brissot ist ein armer Maler, der von Irène, der Frau, die er liebt, verschmäht wird. Für einen Sou erwirbt er eine linke Hand, die Teufelshand, von einem Gastwirt. Diese Hand, so wird ihm versprochen, werde ihm Talent und Ruhm als Maler bringen und auch Irènes Liebe. Eines Tages aber werde man von ihm dafür Tribut fordern, nämlich seine Seele, es sei denn, er habe vor seinem Tod die Hand verkauft, und zwar zu einem geringeren Preis. Tatsächlich nimmt Brissots Leben die versprochene Wende. Aber nach einem Jahr packt ihn die Angst, der Hölle nicht mehr zu entkommen. Da erscheint im in Gestalt eines älteren Herrn der Teufel und bietet ihm an, die Hand für einen Sou zurückzukaufen. Jeden Tag, den er zögere, verdopple sich der Preis. Brissot zögert zu lange und sieht seinem schrecklichen Schicksal entgegen.
Doch bald stellt sich heraus, dass es einen Bruch in der Schicksalskette gibt. Denn der Teufel hatte einst die magische Hand dem Mönch Maximus Léo gestohlen. Damit konnte Brissot niemals zum Besitzer der Teufelshand werden, und so braucht er dem Teufel seine Seele auch nicht zu überlassen. 
Brissot erklärt den ungläubigen Besuchern des Berggasthofs, dass er auf dem Weg zum Grab des Mönches sei, um diesem endlich die Teufelshand zurückzubringen. Gejagt von einem kleinen Mann in Schwarz, der sich als Teufel herausstellt, eilt Roland zum Grab des Mönchs. Es kommt zum Kampf, und der Maler stürzt in die Tiefe ins Mönchsgrab. Er stirbt, bringt aber zugleich die Hand dem wahren Besitzer zurück.

## Produktionsnotizen
Die Teufelshand wurde innerhalb von vier Wochen des Jahres 1942 abgedreht und feierte ihre Uraufführung am 21. April 1943. In Deutschland lief der Film am 30. März 1947 an.
Andrej Andrejew schuf die Filmbauten.

## Wissenswertes
Der vom Faust-Stoff und Stevensons The Bottle Imp inspirierte Film Die Teufelshand gilt, ähnlich wie Marcel Carnés Die Nacht mit dem Teufel, als "Eines der Glanzstücke in der kurzen fantastischen Strömung, die das französische Kino der 1940er erhellte", wie der französische Drehbuchautor Jacques Lourcelles konstatierte. Der Film des Kinoveteranen Tourneur wurde unter dem Dach der deutsch kontrollierten Produktionsgesellschaft Continental Films hergestellt. Deren Chef Alfred Greven hatte seit Herbst 1940 einige der besten im Land verbliebenen Regisseure Frankreichs für seine Firma gewinnen können. Greven verschaffte, wie man bei diesem Film exemplarisch feststellen kann, auch zahlreichen „Feinden des Reichs“ Beschäftigung, darunter dem Widerstandskämpfer Jean Devaivre, der Tourneur als Regieassistent diente, und dem Juden Jean-Paul Le Chanois, der das Drehbuch zu Die Teufelshand schrieb.

## Kritiken
Im Lexikon des Internationalen Films heißt es: „Die versponnene, nicht sonderlich logische Geschichte ist düster in Form einer Rückerzählung inszeniert und gewinnt Spannung vor allem durch die Dekors; als eine Variante des "Faust"-Themas nicht ohne Reiz.“

„Maurice Tourneur und Jean-Paul Le Chanois modernisieren den Roman von Gérard de Nerval und bewahren seine giftige Poesie. Mehrere Erzählungen antworten einander wie Musikinstrumente, die im Dienste einer seltsamen Melodie stehen. Der Zauber funktioniert dank einer fruchtbaren, ästhetischen Suche: riesige Schatten, Collagen, halluzinierende Gemälde.“

„Die rapide Revue unausweichlicher Schicksale ist ein Höhepunkt von Maurice Tourneurs Inszenierungskunst.“